# Casa a la plaça d'Espanya, 4 (Igualada)
L'edifici situat a Plaça d'Espanya, 4 és una obra del municipi d'Igualada (Anoia) que forma part de l'Inventari del Patrimoni Arquitectònic de Catalunya. És un antic casal urbà català que s'ha trobat absorbit pels dols carrers paral·lels i les seves construccions. Es tracta d'una obra típica del Noucentisme català on el domini de la línia ondulada i sinuosa, -fixem-nos en l'acabament superior de l'edifici-, i la sobrietat compositiva es converteixen en els trets definitoris més clars. Anteriorment, a la planta baixa hi havia uns porxos on s'hi instal·laven les parades del mercat de bestiar que es feia a la plaça Espanya. La instal·lació d'un local comercial ha destrossat el que era la construcció original a la planta baixa per deixar un pedaç de rajola vermella que trenca totalment l'estructura compositiva inicial.